# Slaget ved Kap Esperance
Slaget ved Cape Esperance også kaldet Andet slag ved Savoøen fandt sted den 11. – 12. oktober 1942 og var et søslag i Stillehavskrigen under 2. verdenskrig mellem den kejserlige japanske flåde og United States Navy. Slaget var det andet af fire større flådeslag under slaget om Guadalcanal og fandt sted ved indsejlingen til sundet mellem Savoøen og Guadalcanal i Salomonøerne.
Om aftenen den 11. oktober sendte japanske flådestyrker ved Salomonøerne under kommando af Gunichi Mikawa en stor konvoj med forsyninger og forstærkninger til styrkerne på Guadalcanal. Konvojen bestod af to flyvebådetendere og 6 destroyere og var under kommando af kontreadmiral Takatsugu Jojima. Samtidig, men i en selvstændig operation, skulle tre tunge krydsere og 2 destroyere under kommando af kontreadmiral Aritomo Gotō bombardere de allieredes flyveplads på Guadalcanal – Henderson Field med det formål at ødelægge allierede fly og flyvepladsens faciliteter.
Kort inden midnat den 11. oktober opfangede en amerikansk styrke bestående af 4 krydsere og 5 destroyere og under kommando af kontreadmiral Norman Scott Gotōs styrke da den nærmede sig Savoøen nær Guadalcanal. Japanerne blev overrasket og Scotts skibe sænkede en af Gotōs krydsere og en af hans destroyere, mens de kraftigt beskadigede en anden krydser og sårede Gotō dødeligt. Derved tvang de resten af Gotōs skibe til at opgive bombardementet og trække sig tilbage. Under kampen blev en af Scotts destroyere sænket mens en krydser og endnu en destroyer blev stærkt beskadiget. I mellemtiden gennemførte den japanske forsyningskonvoj losningen af tropper og forsyninger på Guadalcanal og indledte tilbageturen uden at blive opdaget af Scotts styrke. Senere om morgenen den 12. oktober vendte fire japanske destroyere fra forsyningskonvojen om for at hjælpe Gotōs beskadigede skibe under tilbagetrækningen. Luftangreb af amerikanske fly fra Henderson Field sænkede to af disse destroyere senere på dagen.
Som ved de tidligere søslag omkring Guadalcanal var resultatet af slaget strategisk uafgjort, idet hverken japanerne eller amerikanerne opnåede kontrol med farvandet omkring Guadalcanal som følge af dette slag.

## Baggrund
Den 7. august 1942 gik Vestallierede – fortrinsvis amerikanske – styrker i land på Guadalcanal, Tulagi og Floridaøerne i Salomonøerne. Målet var at berøve japanerne muligheden for at bruge øerne som base for at true forsyningsruterne mellem USA og Australien og sikre et udgangspunkt for et felttog der skulle isolere den store japanske base i Rabaul samtidig med at det også støtte de allieredes felttog på Ny Guinea. Slaget om Guadalcanal kom til at vare i 6 måneder.
De allierede overraskede japanerne og ved aftenstid den 8. august havde de allierede styrker, som fortrinsvis bestod af amerikanske marinesoldater fået kontrol over Tulagi og de omkringliggende småøer foruden den flyveplads, som var under bygning ved Lunga Point på Guadalcanal (senere færdiggjort og givet navnet Henderson Field). Allierede fly der opererede fra Henderson Field blev kendt som "Cactus Air Force" (CAF) efter det allierede kodenavn for Guadalcanal.
Som reaktion herpå tildelte den japanske overkommando den kejserlige japanske hærs 17. armé, der havde størrelse som et armékorps og var stationeret ved Rabaul under generalløjtnant Harukichi Hyakutake, opgaven med at generobre Guadalcanal. Den 19. august begyndte forskellige enheder af 17. armé at ankomme til øen.
På grund af truslen fra Cactus Air Force kunne japanerne ikke bruge store langsomme transportskibe til at transportere forstærkninger og forsyninger til øen og brugte i stedet krigsskibe. Disse skibe, som fortrinsvis var krydsere og destroyere kunne som regel gennemføre en tur ned gennem "revnen" til Guadalcanal og tilbage i løbet af en enkelt nat, hvorved de minimerede den tid de var udsat for angreb fra CAF. Fremføring af tropper på denne måde forhindrede imidlertid at man kunne medtage hovedparten af det tunge udstyr og forsyninger, såsom tungt artilleri, køretøjer og store mængder forsyninger og ammunition. Hertil kom at det lagde beslag på destroyere der var desperat brug for til beskyttelse af handelskonvojer. Disse højhastighedskonvojer fortsatte under hele slaget om Guadalcanal og blev senere kaldt for "Tokyo Express" af de allierede, mens japanerne kaldte dem for "rotte transporter".
På grund af den store koncentration af japanske overfladekrigsskibe og deres velplacerede logistiske base i Simpson Harbor ved Rabaul og deres sejr i slaget ved Savoøen i begyndelsen af august havde japanerne opnået operativ kontrol over farvandene omkring Guadalcanal om natten, men ethvert japansk skib, som var indenfor rækkevidde af de amerikanske fly på Henderson Field i dagslys – godt 300 km – var i fare for ødelæggelse ved luftangreb. Denne situation havde varet i månederne august og september 1942. Tilstedeværelsen af admiral Scotts eskadre ved Kap Esperence udgjorde den amerikanske flådes første store forsøg på at vriste den operative kontrol om natten væk fra japanerne.
Det første forsøg fra den japanske hær på at generobre Henderson Field blev gjort den 21. i slaget ved Tenaru og det næste var Slaget ved Edson's Ridge, fra 12. – 14. september. Begge slog fejl.
Japanerne satte datoen for deres næste store forsøg på at generobre Henderson Field til den 20. oktober flyttede det meste af 2. og 38. infanteri division fra Hollandsk Østindien til Rabaul som forberedelse til at overføre dem til Guadalcanal. Fra 14. september – 9. oktober blev talrige Tokyo Express missioner gennemført for at overføre tropper fra den 2. infanteridivision samt general Hyakutake til Guadalcanal. Udover krydsere og destroyere involverede nogle af disse missioner flyvebådstenderen Nisshin, som overførte tungt udstyr til øen, herunder køretøjer og tungt artilleri, som andre krigsskibe ikke kunne medtage på grund af pladsbegrænsninger. Den japanske flåde lovede at støtte hærens planlagte offensiv ved at overføre de nødvendige tropper, udstyr og forsyninger til øen samt at optrappe luftangrebene på Henderson Field og sende krigsskibe af sted for at bombardere flyvepladsen.
I mellemtiden overbeviste generalmajor Millard F. Harmon — chefen for den amerikanske hærs styrker i den sydlige del af Stillehavet viceadmiral Robert L. Ghormley — som var øverstkommanderende for de allierede i den sydlige del af Stillehavet om at marineinfanteriet på Guadalcanal straks måtte forstærkes hvis de allierede skulle kunne forsvare øen under den forventet kommende japanske offensiv. Således blev den 8. oktober de 2.837 mand fra 164. infanteriregiment i Americal Divisionen indskibet på Ny Kaledonien til turen til Guadalcanal, som man regnede med at nå den 13. oktober.
For at beskytte transportskibene, som medførte 164. infanteriregiment til Guadalcanal gav Ghormley Task Force 64 (TF 64), der bestod af de fire krydsere USS San Francisco, Boise, Salt Lake City og Helena) samt de fem destroyere (USS Farenholt, Duncan, Buchanan, McCalla og Laffey) under kommando af kontreadmiral Norman Scott, ordre til at opspore og bekæmpe ethvert japansk skib, som nærmede sig Guadalcanal og truede konvojen. Scott gennemførte en natkampsøvelse med sine skibe den 8. oktober og gik herefter i stilling syd for Guadalcanal nær Rennell Island den 9. oktober for at afvente besked om japanske flådebevægelser mod de sydlige Salomonøer.
Som led i forberedelserne til oktoberoffensiven planlagde staben for den japanske viceadmiral Gunichi Mikawas 8. flåde, der havde hovedkvarter i Rabaul, en stor og vigtig Tokyo Express mission, der skulle løbe af stablen om aftenen den 11. oktober. Nisshin skulle sammen med flyvebåds hangarskibet Chitose og overføre 728 soldater, 4 store 15 cm haubitser, 2 75 mm feltkanoner, en antiluftskytskanon og et stort udvalg af ammunition og andet udstyr fra den japanske flådebase på Shortlandøerne og Buin på Bougainville til Guadalcanal. Seks destroyere, heraf fem med tropper om bord skulle ledsage Nisshin og Chitose. Forsyningskonvojen, som blev kaldt "forstærkningsgruppen" af japanerne var under kommando af kontreadmiral Takatsugu Jojima. Samtidig men i en anden operation skulle de tre tunge krydsere i krydser division 6 — Aoba, Kinugasa og Furutaka under kommando af kontreadmiral Aritomo Gotō bombardere Henderson Field med særlige eksplosive granater med det formål at ødelægge Cactus Air Force og flyvepladsens faciliteter. To destroyere Fubuki og Hatsuyuki ledsagede krydserne. Da amerikanske flådeskibe endnu ikke havde forsøgt at gribe ind mod Tokyo Express missioner til Guadalcanal, ventede japanerne heller ikke modstand fra den amerikanske overfladeskibe denne gang.

## Slaget

### Forspil
Kl. 8 den 11. oktober afsejlede Jojimas forstærkningsgruppe fra Shortlandøerne på deres 400 km lange tur ned gennem "revnen" til Guadalcanal. De 6 destroyere, der ledsagede Nisshin og Chitose var Asagumo, Natsugumo, Yamagumo, Shirayuki, Murakumo og Akizuki. Gotō afsejlede fra Shortlandøerne mod Guadalcanal kl. 14 samme dag.
For at beskytte forstærkningsgruppen under overfarten til Guadalcanal mod Cactus Air Force planlagde det 11. japanske luftvåben, der havde base i Rabaul, Kavieng og Buin at gennemføre to luftangreb på Henderson Field den 11. oktober. En gruppe på 17 Zero jagere overfløj Henderson Field lige efter middag men kom ikke i kamp med nogen amerikanske fly. 45 minutter senere ankom den 2. bølge, som bestod af 45 Betty bombefly og 30 Zeroer til Henderson Field. I det efterfølgende luftslag med Cactus Air Forve blev en Betty og to amerikanske jagere skudt ned. Selv om de japanske angreb ikke gjorde større skade, forhindrede de bombefly fra Cactus Air Force fra at finde og angribe forstærkningsgruppen. Mens forstærkningsgruppen sejlede ned gennem "revnen" blev den beskyttet af 11. luftflådes Zeroer fra Buin. Som understregning af denne konvojs betydning for de japanske planer fik den sidste gruppe Zeroer ordre til at blive ved konvojen indtil det blev mørkt og herefter lande deres maskiner på vandet og vente på at blive samlet op af forstærkningsgruppens destroyere. Alle 6 Zeroer landede på vandet, men kun en pilot blev reddet.
Allierede rekognosceringsfly fik øje på Jojimas forsyningskonvoj 335 km fra Guadalcanal mellem Kolombangara og Choiseul i "revnen" kl. 14.45 samme dag og rapporterede dette som to "krydsere" og seks destroyere. Gotō's styrke, som fulgte efterkonvojen – blev ikke opdaget. Som reaktin på opdagelsen af Jojimas styrke satte Scott kl. 16.07 kursen mod Guadalcanal for at afskære den.
Scott udformede en simpel slagplan for den forventede kamp. Hans skibe skulle sejle i kolonne med hans destroyere foran og bag hans krydserkolonne mens de afsøgte en 300 graders bue med deres overfladeradar i et forsøg på at komme i en fordelagtig stilling i forhold til den fjendtlige styrke. Destroyerne skulle oplyse ethvert mål med søgelys og afskyde torpedoer mens krydserne skulle åbne ild mod ethvert mål uden at afvente ordrer. Krydserens flydeplan, som blev opsendt på forhånd skulle finde og oplyse de japanske krigsskibe med blus. Selv om Helena og Boise var udstyret med den nye og stærkt forbedrede SG radar, valgte Scott San Francisco som sit flagskib.
Klokken 22 da Scotts skibe nærmede sig Kap Hunter i den nordvestlige ende af Guadalcanal opsendte tre af Scotts krydsere flydeplaner. En styrtede ned under starten, men de andre to patruljerede over Savoøen, Guadalcanal og Ironbottom Sound. Da flydeplanerne blev opsendt var Jojimas styrke netop i færd med at passere rundt om det bjergrige nordvestlige hjørne af Guadalcanal, og ingen af styrkerne opdagede hinanden. Klokken 22.20 kaldte Jojima Gotō over radioen og fortalte ham, at der ikke var nogen amerikanske skibe i nærheden. Selv om Jojimas styrke senere hørte Scotts flydeplaner over sig mens de lossede langs nordkysten af Guadalcanal undlod de at rapportere dette til Gotō.
Klokken 22.33 lige efter at have passeret Kap Esperance gik Scotts skibe over til slagformation. Kolonnen blev anført af Farenholt, Duncan og Laffey, og fulgt af San Francisco, Boise, Salt Lake City og Helena. Buchanan og McCalla var bagerst. Afstanden mellem hvert af skibene varierede fra 5-700 meter. Sigtbarheden var dårlig da månen allerede var gået ned.
Gotōs styrke sejlede gennem adskillige regnbyger da de nærmede sig Guadalcanal med 30 knob. Gotōs flagskib Aoba anførte de japanske krydsere i kolonne efterfulgt af Furutaka og Kinugasa. Fubuki var til styrbord for Aoba og Hatsuyuki til bagbord. Klokken 23.30 kom Gotōs skibe ud af den sidste regnbyge og begyndte at dukke frem på radarskærmene på Helena og Salt Lake City. De japanske skibe havde ikke radar, og var ikke klar over at Scott var i nærheden.

### Kampen
Klokken 23 opdagede flyet fra San Francisco Jojimas styrke ud for Guadalcanal og rapporterede det til Scott. Scott troede at der formentlig var flere japanske skibe på vej og fortsatte sin kurs mod den vestlige side af Savoøen. Kl. 23.33 gav Scott sin kolonne ordre til at dreje mod sydvest på kurs 230°. Alle Scotts skibe opfattede ordren som en ordre til kolonnen bortset fra Scotts eget skib San Francisco. Da de tre forreste amerikanske destroyere udførte kolonne bevægelsen drejede San Francisco samtidig. Boise, som var lige bagefter, fulgte San Francisco og bragte derved de tre forreste destroyere ud af formation.
Klokken 23.32 viste radaren på Helena, at de japanske skibe var omkring 25,3 km borte. Klokken 23.35 opdagede Boise og Duncan også Gotōs skibe. Mellem kl. 23.42 og 23.44 rapporterede Helena og Boise deres radarkontakter til Scott på San Francisco, som fejlagtigt troede, at de to krydsere rent faktisk havde opdaget de tre amerikanske destroyere, som var blevet kastet ud af formationen ved drejningen. Scott kaldte Farenholt over radioen for at høre om destroyeren forsøgte at genindtage sin position forrest i kolonnen. Farenholt svarede, "Bekræfter, kommer på på jeres styrbord side", hvilket yderligere bekræftede Scott i troen på at radarkontakten var hans egne destroyere.
Klokken 23:45 øgede Farenholt og Laffey, som stadig ikke var klar over at Gotō skibe nærmede sig, farten for at genindtage deres placering forrest i den amerikanske kolonne. Besætningen på Duncan, som troede at Farenholt og Laffey var i gang med at indlede et angreb på de japanske skibe, øgede farten for at indlede et torpedoangreb på Gotōs styrke uden at fortælle Scott hvad de foretog sig. San Francisco registrerede de japanske skibe på radaren, men Scott blev ikke informeret om kontakten. Klokken 23:45 var Gotōs skibe blot 4.500 meter fra Scotts formation og var synlige for udkiggen på Helena og Salt Lake City. Den amerikanske formation var på nuværende tidspunkt i stilling til at sejle på tværs af den japanske formation, hvilket gav Scotts skibe en betydelig taktisk fordel. Klokken 23.46 bad Helena som stadig regnede med, at Scott var klar over at japanerne hastigt nærmede sig, tilladelse til at åbne ild med den sædvanlige procedure anmodning:
"Interrogatory Roger" (som grundlæggende betyder: "Er vi klar?"). Scott svarede "Roger", som blot betød at beskeden var modtaget, ikke at han bekræftede anmodningen om handling. Da de havde modtaget Scotts "Roger", troede Helena at de havde fået tilladelse, og åbnede ild. De blev hurtigt fulgt af Boise, Salt Lake City og til Scotts yderligere overraskelse: San Francisco.
Gotōs styrke blev næsten fuldstændig overrasket. Kl. 23.43 opdagede udkiggen på Aoba Scotts styrke, men Gotō antog, at det var Jojimas skibe. To minutter senere identificerede udkiggen på Aoba skibene som amerikanske, men Gotō forblev skeptisk og og gav sine skibe besked på at sende identifikationssignaler. Mens besætningen på Aoba udførte Gotōs ordre ramte den første amerikanske salve overbygningen på Aoba. Aoba blev hurtigt ramt af op imod 40 granater fra Helena, Salt Lake City, San Francisco, Farenholt og Laffey. Træfferne forårsagede store skader på kommunikationssystemerne på Aoba og ødelagde to af dens store kanontårne samt styringen af de store kanoner. Adskillige store granater passerede gennem broen på Aoba uden at eksplodere, men chokbølgen ved deres passage dræbte mange og sårede Gotō dødeligt.
Scott, som stadig ikke var sikker på hvem hans skibe skød på, og var bange for at de måske skød på hans egne destroyere, gav ordre til at indstille skydningen kl. 23.47, men ikke alle skibe adlød. Scott gav Farenholt ordre til at blinke sit kendingssignal, og da han havde set at Farenholt var tæt på sin formation gav han ordre til at genoptage skydningen kl. 23.51.
Aoba, som fortsatte med at modtage træffere, drejede mod styrbord for at sejle væk fra Scotts formation og begyndte at udlægge røgslør, hvilket fik de fleste af Scotts skibe til at tro, at den var ved at synke. Scotts skibe skiftede mål til Furutaka, som fulgte efter Aoba. Kl. 23.49 blev Furutaka ramt i torpedorørene, hvilket udløste en stor brand, som tiltrak endnu flere granater fra Scotts skibe. Kl. 23.58 ramte en torpedo fra Buchanan Furutaka i det forreste maskinrum og forårsagede alvorlige skader. I mellemtiden opdagede San Francisco og Boise Fubuki omkring 1.250 meter borte og overdængede den med granater, fulgt af de fleste andre af Scotts skibe. Kraftigt beskadiget begyndte Fubuki at synke. Kinugasa og Hatsuyuki drejede mod bagbord i stedet for styrbord og undgik Scotts skibes umiddelbare opmærksomhed.
Under kanonduellen fik Farenholt adskillige træffere fra både japanske og amerikanske skibe, hvilket dræbte flere. Den undgik krydsilden ved at skære ind foran San Francisco til den side af Scotts kolonne, som ikke var i kamp. Duncan, som stadig var i gang med sit torpedoangreb på den japanske formation, blev også ramt af granater fra begge sider, brød i brand og drejede væk i et forsøg på at undgå krydsilden.
Da Gatōs skibe forsøgte at undslippe, strammede Scotts skibe deres formation og drejede derefter for at forfølge de flygtende japanske krigsskibe. Kl. 0.06 passerede to torpedoer fra Kinugasa tæt forbi Boise. Boise og Salt Lake City tændte deres søgelys for at oplyse deres mål, hvilket gav kanonerne på Kinugasa tydelige mål. Klokken 0.10 eksploderede to granater fra Kinugasa i hovedmagasinet på Boise mellem tårn 1 og 2. Eksplosionen dræbte næsten 100 mand og truede med at sprænge skibet i stykker. Havvand strømmede ind gennem de sprækker, som eksplosionen havde lavet i skroget, og hjalp til med at slukke ilden inden den nåede skibets krudtmagasiner. Boise faldt straks ud af kolonnen og trak sig tilbage fra slaget. Kinugasa og Salt Lake City udvekslede ild og ramte hinanden flere gange, hvilket gav mindre skader på Kinugasa og beskadigede en af kedlerne på Salt Lake City, hvilket reducerede dens fart.
Klokken 0.16 gav Scott sine skibe ordre til at sætte kursen på 330° i et forsøg på at forfølge de flygtende japanske skibe. Scotts skibe tabte imidlertid hurtigt Gotōs skibe af syne, og al skydning stoppede kl. 0.20. Den amerikanske formation var ved at blive spredt, så Scott gav ordre til at ændre kurs til 205° for at afbryde kampen.

### Tilbagetrækning
Under slaget mellem Scotts og Gotōs skibe afsluttede Jojimas forstærkningsgruppe losningen ved Guadalcanal og begyndte at sejle tilbage ad en rute som passerede syd for Russelløerne og New Georgia uden at blive opdaget af Scotts krigsskibe. Trods omfattende skader lykkedes det Aoba at slutte sig til Kinugasa og sejle nordpå gennem "revnen". Skaderne på Furutaka betød, at den mistede maskinkraften omkring kl. 0.50 og den sank kl. 2.28 35 km nordvest for Savoøen. Hatsuyuki opsamlede de overlevende fra Furutaka og sluttede sig til tilbagetoget nordpå.
Boise havde slukket brandene kl. 2.40 og kl. 3.05 sluttede den sig igen til Scotts formation. Duncan, der var i brand, blev forladt af sin besætning kl. 2.00. Da Scott ikke var klar over hvad der var blevet af Duncan sendte han McCalla ud for at lede, og trak sig med resten af skibene tilbage mod Nouméa, hvortil de ankom om eftermiddagen den 13. oktober. McCalla fandt den brændende og forladte Duncan omkring kl. 3 og adskillige besætningsmedlemmer fra McCalla forsøgte at forhindre den i at synke. Kl. 12 måtte de imidlertid opgive forsøget, da skibets indre skotter gav efter og fik skibet til endelig at synke 10 km nord for Savoøen. Amerikanske soldater i både fra Guadalcanal og McCalla opsamlede de overlevende fra Duncan, som lå spredt i havet omkring Savo. I alt blev der reddet 195 mens 48 omkom. Mens de reddede besætningen fra Duncan, stødte amerikanerne på mere end 100 overlevende fra Fubuki, som flød rundt i samme område. I starten afviste japanerne alle forsøg på at blive reddet, men den følgende dag lod de sig blive samlet op og taget til fange.
Da Jojima hørte om bombardementstyrkens vanskeligheder, sendte han detroyerne Shirayuki og Murakumo af sted for at hjælpe Furutaka eller hendes overlevende og Asagumo og Natsugumo af sted for at mødes med Kinugasa, som var stoppet op i retræten nordpå for at dække tilbagetrækningen af Jojimas skibe. Klokken 7 angreb fem Douglas SBD-3 Dauntless styrtbombefly fra Cactus Air Force Kinugasa, men forårsagede ingen skader. Klokken 8.20 fandt yderligere 11 SBD-er Shirayuki og Murakumo og angreb dem. Selv om de ikke havde fuldtræffere betød en tæt forbier, at Murakumo at lække olie, hvilket betød at senere fly fik et spor at følge. En time sine fandt yderligere 7 SBD-er sammen med 6 Grumman TBF-1 Avenger torpedofly ledsaget af 14 Grumman F4F-4 Wildcat de to japanske destroyere 270 km fra Guadalcanal. Under det efterfølgende angreb blev Murakumo ramt af en torpedo i ingeniørgangene, hvilket ødelagde maskinen. I mellemtiden var Aoba og Hatsuyuki nået i sikkerhed på japanske base på Shortlandøerne kl. 10.
Mens de hastede af sted for at hjælpe Murakumo blev Asagumo og Natsugumo angrebet af en anden gruppe fly, der bestod af 11 SBD-er og TBF-er eskorteret af 12 jagere kl. 15.45. En bombe fra en SBD ramte omtrent midtskibs på Natsugumo, mens to tætte forbiere bidrog til dens alvorlige skader. Efter at Asagumo havde opsamlet de overlevende sank Natsugumo kl. 16.27. Flyene fra Cactus Air Force ramte også flere gange Murakumo, som lå ubevægelig i vandet, og satte den i brand. Efter at den var blevet forladt af besætningen, sænkede Shirayuki den med en torpedo, samlede de overlevende op og sluttede sig til resten af de japanske krigsskibe under resten af turen tilbage til Shortlandøerne.

## Efterspil og betydning
Kommandør Kikunori Kijima — der var Gotōs stabschef og leder af bombardementgruppen under tilbageturen til Shortlandøerne efter Gotōs død i slaget – hævdede at hans styrke havde sænket to amerikanske krydsere og en destroyer. Kaptajnen på Furutaka, som havde overlevet sænkningen, mente at krydseren var gået tabt som følge af dårlig luftrekognoscering og dårlig ledelse i 8. flåde stab under admiral Mikawa. Selv om Gotōs bombardmentsmission slog fejl lykkedes det Jojimas forstærkningskonvoj at levere de vigtige forstærkninger og udstyr til Guadalcanal. Aoba sejlede til Kure i Japan for at blive repareret, hvilket varede til 15. februar 1943. Kinugasa blev sænket en måned senere under Søslaget ved Guadalcanal.
Scott hævdede, at han styrke havde sænket tre japanske krydsere og fire destroyere. Nyheden om sejren fik stor omtale i de amerikanske medier. Boise, som havde fået så store skader, at den måtte en tur til Philadelphia Naval Shipyard for at blive repareret, blev kaldt "et skibs flåden" af pressen for sine bedrifter under slaget, selv om det primært skyldtes at navnene på de andre involverede skibe blev holdt tilbage af sikkerhedsgrunde. Boise var under reparation indtil den 20. marts 1943.
Selv om det var en taktisk sejr for amerikanerne havde slaget ved Kap Esperance ikke nogen større umiddelbar strategisk betydning for situationen på Guadalcanal. Blot to dage senere om aftenen den 13. oktober bombarderede de japanske slagskibe Kongo og Haruna Henderson Field, som omtrent blev ødelagt. En dag senere lykkedes det for en japansk konvoj at transportere 4.500 soldater og udstyr til øen. Disse tropper og udstyr bidrog til at afslutte de japanske forberedelser til en stor landoffensiv, der var planlagt til at begynde den 23. oktober. Konvojen med tropper fra den amerikanske hær ankom til Guadalcanal den 13. oktober som planlagt, og de fik stor betydning for de allierede i det afgørende slag om Henderson Field, som fandt sted 23. – 26. oktober.
Sejren ved Kap Esperance bidrog til at amerikanerne ikke fik et klart overblik over hvad japanerne var i stand til under kamp om natten. Amerikanerne var stadig ikke klar over rækkevidden og styrken af japanske torpedoer, effektiviteten af japanske natkikkerter og de japanske destroyer- og krydserkaptajners evner i kamp. På baggrund af hvad de troede at have lært af slaget forsøgte amerikanerne i de følgende natlige slag omkring Salomonøerne at bevise at amerikansk kanonild var mere effektiv en japanske torpedoangreb. Denne antagelse blev i alvorlig grad afprøvet to måneder senere under Slaget ved Tassafaronga. En underordnet officer på Helena skrev senere: "Kap Esperance var et slag med tre parter, hvor tilfældighederne var den store vinder."

## Eksterne kilder
- Hackett, Bob; Sander Kingsepp. "HIJMS Aoba: Tabular Record of Movement". Imperial Japanese Navy Page (CombinedFleet.com). Hentet 2006-06-14.
- Hackett, Bob; Sander Kingsepp (1998-2006). "IJN Seaplane Tender Chitose: Tabular Record of Movement". Imperial Japanese Navy Page (CombinedFleet.com). Hentet 2006-06-14.
- Hackett, Bob; Sander Kingsepp. "HIJMS Furutaka: Tabular Record of Movement". Imperial Japanese Navy Page (CombinedFleet.com). Hentet 2006-06-14.
- Hackett, Bob; Sander Kingsepp. "HIJMS Kinugasa: Tabular Record of Movement". Imperial Japanese Navy Page (CombinedFleet.com). Hentet 2006-06-14.
- Horan, Mark. "Battle of Cape Esperance". Order of Battle. Hentet 2006-05-17.
- Hough, Frank O.; Ludwig, Verle E.; Shaw, Henry I., Jr. "Pearl Harbor to Guadalcanal". History of U.S. Marine Corps Operations in World War II. Hentet 2006-05-16.
- Lanzendörfer, Tim. "Stumbling Into Victory: The Battle of Cape Esperance". The Pacific War: The U.S. Navy. Hentet 2006-05-16.
- Nevitt, Allyn D. (1998). "IJN Fubuki: Tabular Record of Movement". Imperial Japanese Navy Page (CombinedFleet.com). Hentet 2006-06-14.
- Nevitt, Allyn D. (1998). "IJN Hatsuyuki: Tabular Record of Movement". Imperial Japanese Navy Page (CombinedFleet.com). Hentet 2006-06-14.
- Nevitt, Allyn D. (1998). "IJN Murakumo: Tabular Record of Movement". Imperial Japanese Navy Page (CombinedFleet.com). Hentet 2006-06-14.
- Nevitt, Allyn D. (1998). "IJN Natsugumo: Tabular Record of Movement". Imperial Japanese Navy Page (CombinedFleet.com). Hentet 2006-06-14.
- Office of Naval Intelligence (1943). "The Battle of Cape Esperance 11 October 1942". Combat Narrative. Publications Branch, Office of Naval Intelligence, United States Navy. Hentet 2006-05-17. – somewhat inaccurate on details, since it was written during the war
- Tobin, T. G. (23. oktober 1942). "Report of Action off Savo Island, Solomons, Night of 11–12 October 1942". Destroyer History Home Page (DestroyerHistory.org). Hentet 2006-06-14. – Copy of the commander of U.S. Destroyer Squadron 12's after action report.
- Tully, Anthony P. (2003). "IJN Nisshin: Tabular Record of Movement". Imperial Japanese Navy Page (CombinedFleet.com). Hentet 2006-06-14.

## Yderligere læsning
- Boehm, Roy (8. marts 1999). "Blood In The Water". Newsweek. Hentet 2009-06-14.
- Hone, Thomas C. (1981). "The Similarity of Past and Present Standoff Threats". Proceedings of the U.S. Naval Institute. No. Vol. 107, No. 9, September 1981. Annapolis, Maryland. s. 113-116. ISSN 0041-798XSkabelon:Inconsistent citations{{cite news}}:  CS1-vedligeholdelse: postscript (link)
- Kilpatrick, C. W. (1987). Naval Night Battles of the Solomons. Exposition Press. ISBN 0-682-40333-4.
- Lacroix, Eric (1997). Japanese Cruisers of the Pacific War. Naval Institute Press. ISBN 0-87021-311-3. {{cite book}}: Ukendt parameter |coauthors= ignoreret (|author= foreslået) (hjælp)
- Langelo, Vincent A. (2000). With All Our Might: The WWII History of the USS Boise (Cl-47). Eakin Pr. ISBN 0-316-58305-7.
- Lundstrom, John B. (2005 (Ny udgave)). First Team And the Guadalcanal Campaign: Naval Fighter Combat from August to November 1942. Naval Institute Press. ISBN 1-59114-472-8. {{cite book}}: Tjek datoværdier i: |year= (hjælp)
- Miller, Thomas G. (1969). Cactus Air Force. Admiral Nimitz Foundation. ISBN 0-934841-17-9.
- Parkin, Robert Sinclair (1995). Blood on the Sea: American Destroyers Lost in World War II. Da Capo Press. ISBN 0-306-81069-7.
- Poor, Henry Varnum (1994). The Battles of Cape Esperance, 11 October 1942 and Santa Cruz Islands, 26 October 1942 (Combat Narratives. Solomon Islands Campaign, 4–5). Naval Historical Center. ISBN 0-945274-21-1. {{cite book}}: Ukendt parameter |coauthors= ignoreret (|author= foreslået) (hjælp)
- Morris, Frank Daniel (1943). "Pick out the biggest": Mike Moran and the men of the Boise. Houghton Mifflin Co.

9°15′S 159°42′Ø / 9.250°S 159.700°Ø